# Prado Uchoa
Prado Uchoa & Cia. Ltda foi uma empresa de engenharia, com sede no Rio de Janeiro – RJ. Foi responsável pelo fornecimento de locomotivas e pela eletrificação dos trechos de subúrbios da Central durante a 2º guerra mundial.
Flávio Prado Uchôa, um dos diretores da IRFA em 1954, era também proprietário da Prado Uchoa & Cia. Ltda fundada em 1942 por Flávio Prado Uchôa e Fernando Galvão Antunes, portanto a IRFA. era subsidiaria da Prado Uchôa.

## Locomotiva
Inicialmente encomendadas junto a  Metropolitan-Vickers da Inglaterra a Prado Uchoa forneceu cinco locomotivas elétricas para a EFCB em 1943.

### Origem
Essas locomotivas são derivadas de uma projeto desenvolvido pela E. F. Central do Brasil  durante a Segunda Guerra Mundial em decorrência do abandono pela Metropolitan-Vickers,  do fornecimento das trinta locomotivas elétricas previstas em seu plano de eletrificação, em decorrência da Segunda Guerra Mundial.
A locomotiva elétrica Ferro de Engomar ou Guaycurus  foi construída em 90 dias, sob o comando do  Eng° Alfredo Kempf Fiuza Guimarães, nas oficinas da CENTRAL, usando equipamento sobressalente dos TUEs Metropolitan-Cammel. As especificações dessa locomotiva elétrica eram muito semelhantes a um dos modelos que seriam fornecidos pela Metropolitan-Vickers, tipo B+B, com peso de 46 toneladas e que usava os mesmos motores elétricos de tração dos TUEs Série 100. O material elétrico utilizado compunha-se de um par de truques de carro-motor dos TUE Série 100, cada um equipado com dois motores de tração MV-155 com 175 HP cada um. Dessa forma a locomotiva tinha potência de 560 HP contínuos ou 700 HP unihorários, com velocidade máxima de 90 km/h. 
A tabela abaixo mostra resumidamente os dados da locomotiva: 

| Fabricante        | nº   | Potência (HP) | Tipo     | Rodagem | Bitola (m) | Quantidade | Ano de Fabricação | Obs.:                    |
| ----------------- | ---- | ------------- | -------- | ------- | ---------- | ---------- | ----------------- | ------------------------ |
| Central/MetroVick | 2001 | 560 (700)     | Elétrica | B-B     |            | 1          | 1939              | Foto da Ferro de Engomar |

Essa locomotiva entrou em operação comercial em janeiro de 1940, apresentando desempenho bastante satisfatório, a ponto de motivar a Central a encomendar mais cinco locomotivas com projeto similar.
- Possuía estilo construtivo aparentemente inspirado nas locomotivas GG1 da Pennsylvannia Railroad.
- Em 1975 registrou-se a saída da Ferro de Engomar do serviço ativo, apenas sete anos depois de sua reforma geral realizada em 1968.

### Encomenda
Essa nova encomenda foi realizada junto à firma Prado Uchoa, do Rio de Janeiro.
Foi optado por fabricar essas novas máquinas com equipamento da General Electric americana, uma vez que a guerra tornou impossível a obtenção do material original da Metropolitan Vickers. Essas locomotivas, que receberam a denominação de Prado Uchoa começaram a ser entregues a partir de 1943, recebendo números entre #2002 e #2006. 
A tabela abaixo mostra alguns dados dessas máquinas: 

| Fabricante       | nº        | Potência (HP) | Tipo     | Rodagem | Bitola (m) | Quantidade | Ano de Fabricação | Obs.:                                                  |
| ---------------- | --------- | ------------- | -------- | ------- | ---------- | ---------- | ----------------- | ------------------------------------------------------ |
| Prado Uchoa / GE | 2002-2006 | 1072          | Elétrica | B-B     |            | 5          | 1943              | Foto do modelo 1943 , posteriormente reformado em 1960 |

A locomotiva #2002, foi reformada durante a década de 1960, quando recebeu um novo tipo de caixa, com estilo alemão, parecido com o das locomotiva elétrica alemã fornecida para a Central do Brasil pela Henschel-Siemens, conhecidas com Pão de Forma.

## Eletrificação
Responsável pela eletrificação dos subúrbios da EFCB, substituindo a Metropolitan-Vickers impossibilitada de cumprir o contrato devido aos esforços da Inglaterra durante a Segunda Guerra.